# Strombocactus disciformis
Strombocactus es un género de cactus cuya única especie es Strombocactus disciformis, originaria del noreste y de la zona central de México: estados de Hidalgo, Querétaro y Guanajuato.

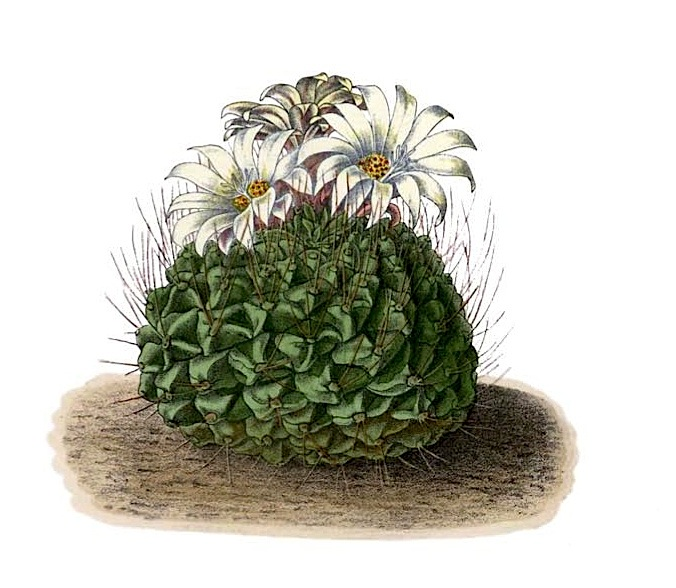
Ilustración

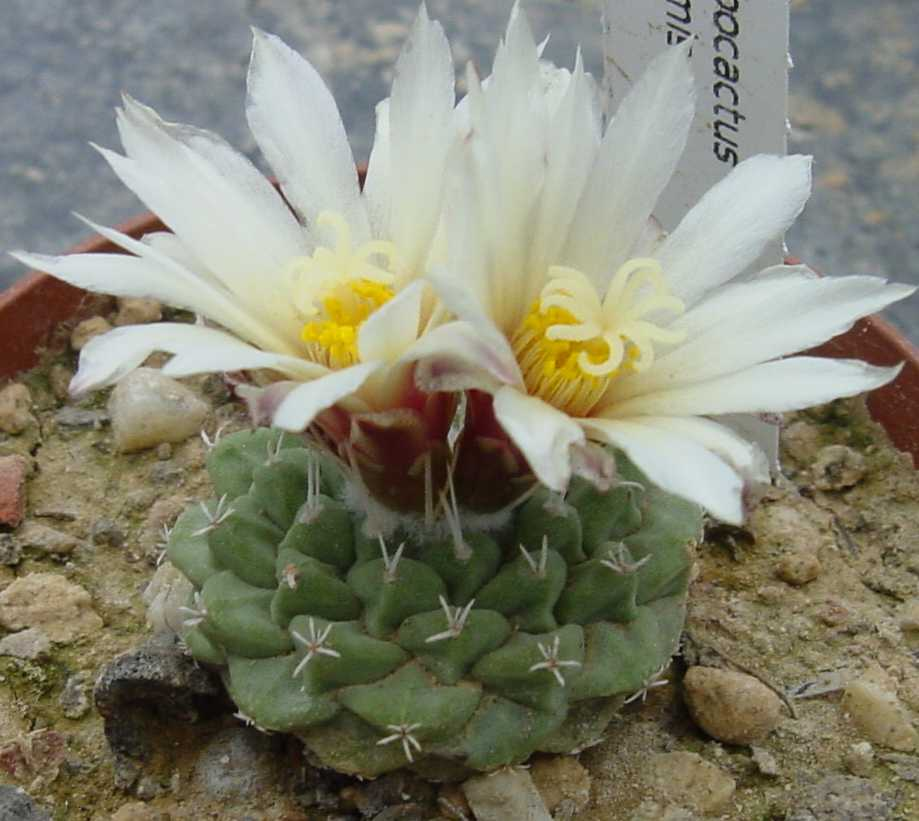
Vista de la planta

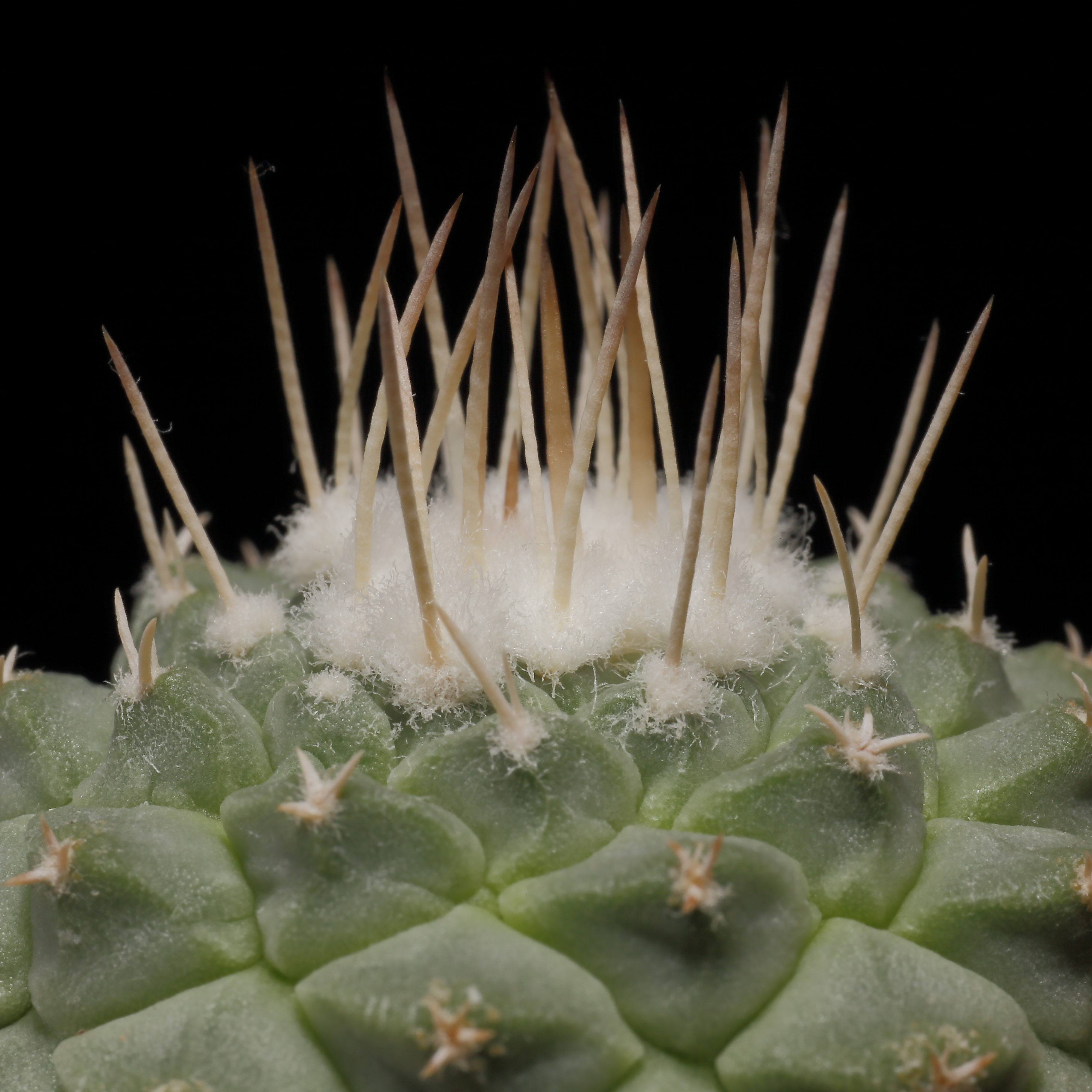
Detalle

## Descripción
La especie presenta raíz axonomorfa y crece sobresaliendo pocos centímetros del suelo. El tallo es verdoso grisáceo y rara vez supera 9 cm de diámetro y de 3 a 10 cm de altura. Tiene tubérculos romboidales arrugados, en espiral y muy próximos entre sí, de 4 a 7 mm de largo, 7 a 11 de ancho y 4 a 7 de altura. Las areolas nacen en la punta de los tubérculos. Las costillas aparecen en las plantas adultas, entre 11 a 20. Espinas sedosas, 4 o 5. Flores cremosas, de 2 a 4 cm de diámetro. Fruto rojo, escamoso, alargado (7 mm). Semilla típica, amarronada, forma de pera, 0,5 mm de largo y 0,3 mm de diámetro.

## Cultivo
Se multiplica mediante semillas. Necesita una temperatura media mínima de 12 °C; pleno sol; riego normal en verano, seco en invierno. Contiene alcaloides.

## Taxonomía
Strombocactus disciformis fue descrita por (DC.) Britton & Rose y publicado en The Cactaceae; descriptions and illustrations of plants of the cactus family 3: 106–107, f. 115, 116. 1922.
Etimología
Strombocactus: nombre genérico que deriva de las palabras griegas: strombos = "giroscopio", que se refiere a la forma de las plantas a medida que crecen con una tapa redondeada amplia y estrechándose hacia la base en forma de concha.
disciformis: epíteto latíno
Variedades
La especie tiene varias formas y subespecies:
- Strombocactus disciformis f. cristata
- Strombocactus disciformis ssp. esperanzae Glass & S.Arias (pulcherrimus)
- Strombocactus disciformis ssp. jarmilae  (Halda) Halda

Sinonimia
Ariocarpus disciformis (DC.) Marshall
Ariocarpus disciformis ssp. jarmilae (Halda) Halda
Cactus disciformis Kuntze
Echinocactus disciformis (DC.) K.Schum.
Echinocactus turbiniformis Pfeiff.
Mammillaria disciformis DC.
Pediocactus jarmilae (Halda) Halda 
Strombocactus disciformis ssp. jarmilae (Halda) Halda
Strombocactus jarmilae Halda